# آرپاچایی (کوثر)
آرپاچایی نام روستا و سرچشمه رودی به همین نام است که در استان اردبیل، شهرستان کوثر، بخش مرکزی، دهستان سنجبد شمالی قرار دارد.این روستا مرتفع ترین روستای استان اردبیل با ارتفاع 2370 متر از سطح دریاست. سرچشمه رود آرپاچایی نیز همین محل است که این رودخانه یکی از شاخه های فرعی هیروچایی است که در نهایت با اتصال به رود قزل اوزن و سپیدرود به دریای کاسپین می ریزد.

## جمعیت
بر اساس سرشماری سال ۱۳۸۵ جمعیت این روستا ۲۲۱ نفر با ۳۴ خانوار بوده‌است.